# Rhinotrichum lanosum
Rhinotrichum lanosum är en svampart som beskrevs av Cooke 1871. Rhinotrichum lanosum ingår i släktet Rhinotrichum, divisionen sporsäcksvampar och riket svampar.   Inga underarter finns listade i Catalogue of Life.